# Atom Heart Mother
Atom Heart Mother – piąta studyjna płyta brytyjskiego zespołu rockowego Pink Floyd z 1970 roku.
Fundamentem albumu jest blisko dwudziestopięciominutowa suita Atom Heart Mother, w której wykorzystano orkiestrę oraz chór. Pozostałe utwory to krótkie, bardzo melodyjne kompozycje oraz kolaż dźwięków – Alan’s Psychedelic Breakfast.

## Charakterystyka albumu

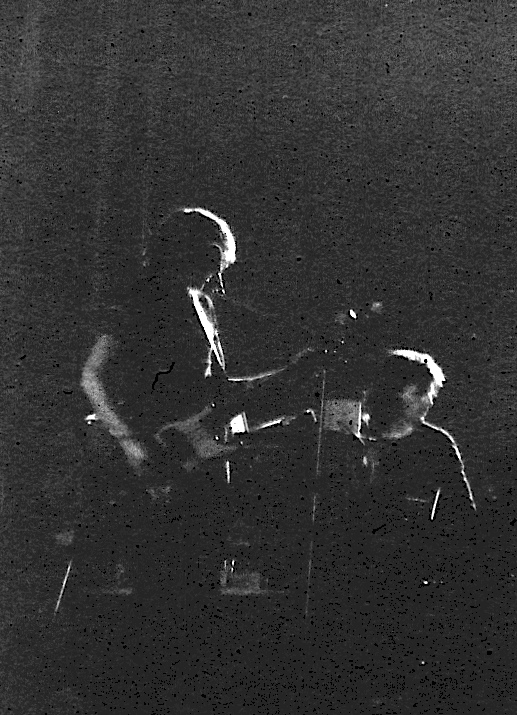
Pink Floyd na scenie 1975

Zachęcona artystycznym i komercyjnym sukcesem progresywnej części albumu Ummagumma, grupa postanowiła skomponować wielkie dzieło symfoniczne – rodzaj opus magnum. Współpracując z kompozytorem Ronem Geesinem, skomponowali 23-minutową suitę na orkiestrę, chór i grupę rockową. Kompozycja zatytułowana Atom Heart Mother ukazała się na stronie A albumu o tym samym tytule. Dla wielu fanów grupy Atom Heart Mother jest szczytowym osiągnięciem grupy, dla innych ślepym zaułkiem.
Druga strona płyty bliższa jest głównemu nurtowi psychodelicznego rocka. Trzy utwory: If Watersa, Summer 68 Wrighta i Fat Old Sun Gilmoura są przykładem solidnych psychodelicznych, balansujących na granicy progresywności kompozycji. W Summer 68 zostaje przedstawiona refleksja Wrighta po pierwszej styczności grupy ze zjawiskiem groupies podczas amerykańskiego tournée. Ponadto If jest pierwszym utworem zespołu zadedykowanym byłemu liderowi Pink Floyd, Sydowi Barrettowi. Wyrażona zostaje w nim tęsknota za przyjacielem i jego problemy z pogłębiającą się chorobą psychiczną.
Zamykający płytę, trzynastominutowy utwór Alan’s Psychedelic Breakfast jest żartem muzycznym. Utwór składa się z kilku krótkich instrumentalnych przejść przerwanych nagranym procesem przygotowywania śniadania przez jednego z inżynierów dźwięku Pink Floyd. Utwór kończył się dźwiękiem spadających kropli wody ze zbyt słabo zakręconego kranu. Dźwięk ostatniej kropli został zapisany na zamykającej ścieżce winylowej płyty tak, że mógł być odtwarzany w nieskończoność. Tego efektu nie udało się odtworzyć na CD.

## Lista utworów
| Nr                          | Tytuł                                                        | Długość |
| --------------------------- | ------------------------------------------------------------ | ------- |
| 1.                          | "Atom Heart Mother” (Geesin/Gilmour/Mason/Waters/Wright)     | 23:44   |
|                             | „Father’s Shout”                                             |         |
| „Breast Milky”              |                                                              |         |
| „Mother Fore”               |                                                              |         |
| „Funky Dung”                |                                                              |         |
| „Mind Your Throats, Please” |                                                              |         |
| „Remergence”                |                                                              |         |
| 2.                          | „If” (Waters)                                                | 4:30    |
| 3.                          | „Summer '68" (Wright)                                        | 5:29    |
| 4.                          | „Fat Old Sun” (Gilmour)                                      | 5:24    |
| 5.                          | „Alan's Psychedelic Breakfast” (Gilmour/Waters/Wright/Mason) | 13:00   |
|                             | „Rise and Shine”                                             |         |
| „Sunny Side Up”             |                                                              |         |
| „Morning Glory”             |                                                              |         |

## Twórcy
- David Gilmour – gitary, śpiew, efekty dźwiękowe
- Nick Mason – perkusja, efekty dźwiękowe
- Roger Waters – śpiew, gitara basowa, gitara akustyczna, efekty dźwiękowe
- Richard Wright – śpiew, fortepian, organy Hammonda, melotron, efekty dźwiękowe, aranżacje chóru
- Ron Geesin – aranżacje orkiestrowe, aranżacje chóru
- John Aldiss Choir – chór